# Desa Carangrejo (administrativ by i Indonesien, lat -7,85, long 111,37)
Desa Carangrejo är en administrativ by i Indonesien.   Den ligger i provinsen Jawa Timur, i den västra delen av landet, 500 km öster om huvudstaden Jakarta.